# 莱奥·安东·卡尔·德巴尔
| 小行星230 | 1882年9月3日 |

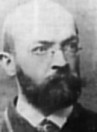
莱奥·安东·卡尔·德巴尔

莱奥·安东·卡尔·德巴尔（1853年11月23日—1916年12月12日），德国-奥地利天文学家。
他出生於莱茵兰洛貝里希，曾前往波恩和柏林學習。1877年獲得博士學位。之後他在博特坎普的哥达天文台工作。1882年，他發現了坠女星。之後他又在比利時瓦雷的瓦雷天文台工作。
從1891年起直至其去世，他一直擔任維也納庫夫納天文台的負責人。